# Sphyrelaton
Ein Sphyrelaton (griechisch für „Hammer-getrieben“) ist eine Statue aus kalt gehämmerten Metallplättchen, die anfangs auf einen Holzkern aufgenagelt wurden. Das Metall kann Bronze oder auch Gold sein. Diese Technik war im Alten Ägypten (Kupferblechstatuen von Pharao Pepi I. und Prinz Merenre in der 6. Dynastie) und in Griechenland gebräuchlich und wurde später durch die Technik der verlorenen Form abgelöst.

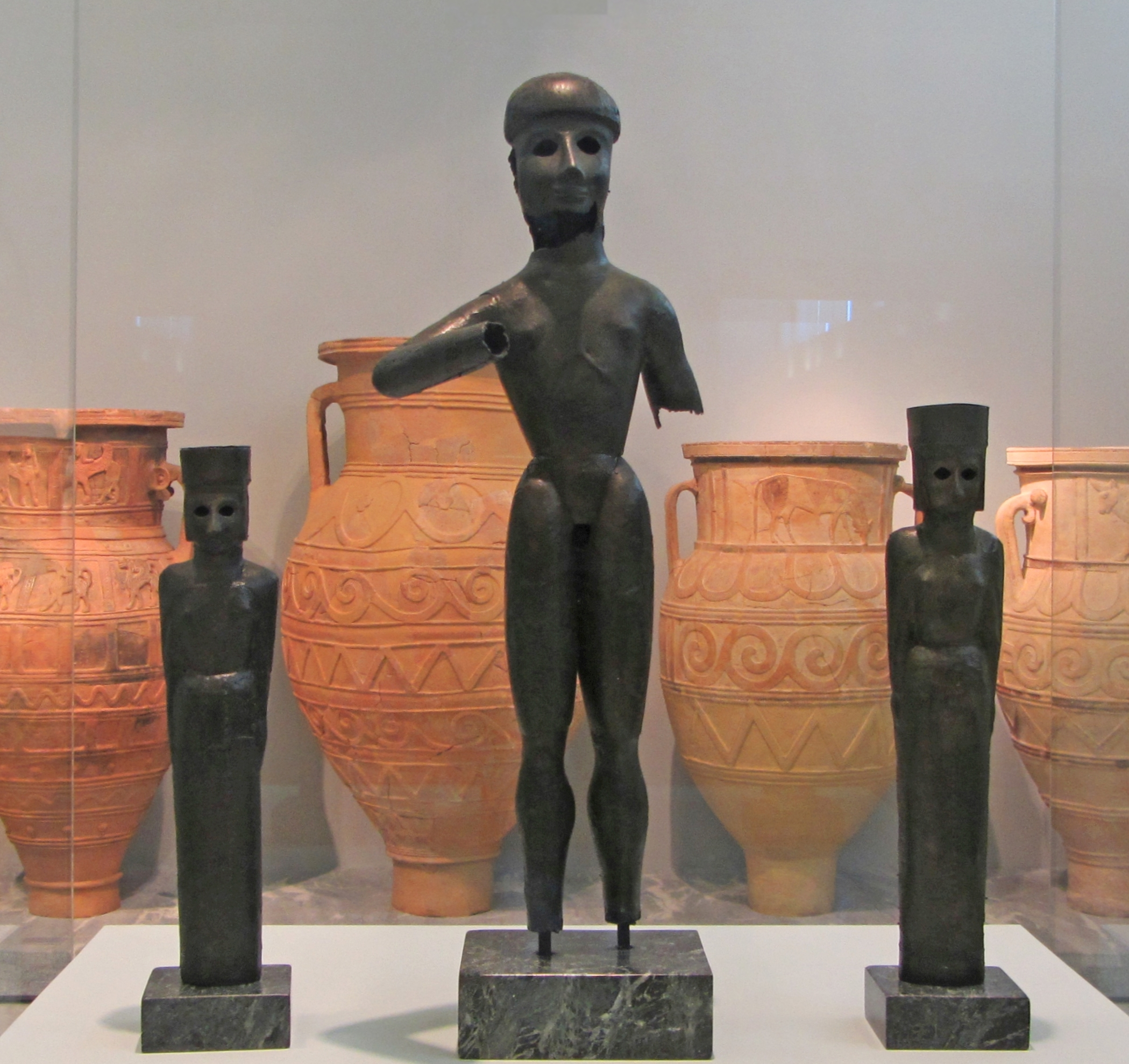
„Trias von Dreros“

In Dreros auf Kreta wurden drei bronzene Sphyrelata „im frühen orientalisierenden Stil des späten 8. Jahrhunderts“ (Boardman) in den Bezirken des Tempels des Apollon Delphinios gefunden; sie sind jetzt im Archäologischen Museum von Iraklio. Wahrscheinlich zeigen diese frühen Bildwerke Apollon und Artemis und ihre Mutter Leto (die „Dreros-Trias“).